# Хайнефеттер, Сильвио
Сильвио Хайнефеттер (нем. Silvio Heinevetter; род. 21 октября 1984 года, Бад-Лангензальца) — немецкий гандболист, вратарь. Выступает сборную Германии.

## Карьера

#### Клубная
Сильвио Хайнефеттер — воспитанник клуба ГК Эрфурт-Лангензальц. Профессиональную карьеру начал в клубе 1. SV Concordia Delitzsch, где выступал до 2005 года. Затем Хайнефеттер перешёл в ГК Магдебург, в составе которого выиграл кубок ЕГФ. В 2009 году спортсмен стал игроком Фюксе Берлин, с которым позже два раза продлевал контракт. Хайнефеттер заключил контракт с клубом МТ Мельзунген

#### В сборной
Выступает за сборную Германии. Дебютировал за национальную команду 10 июня 2006 года в матче против Испании. Всего Хайнефеттер сыграл за Германию 150 матчей и забросил 1 мяч. Победитель чемпионата Европы 2016 и бронзовый призёр олимпийских игр 2016.

## Награды
- Обладатель кубка ЕГФ: 2007, 2015, 2018
- Обладатель кубка Германии: 2014
- IHF Super globe: 2015, 2016
- Бронзовый призёр летних Олимпийских игр: 2016

## Статистика
Статистика Сильвио Хайнефеттера за сезон 2018/19 указана на 12.6.2019
| Сезон        | Клуб         | Лига       | Матчи | Голы | 7-метр | Голы |
| ------------ | ------------ | ---------- | ----- | ---- | ------ | ---- |
| 2014/15      | Фюксе Берлин | Бундеслига | 35    | 0    | 0      | 0    |
| 2015/16      | Фюксе Берлин | Бундеслига | 32    | 0    | 0      | 0    |
| 2016/17      | Фюксе Берлин | Бундеслига | 34    | 4    | 0      | 4    |
| 2017/18      | Фюксе Берлин | Бундеслига | 32    | 1    | 0      | 1    |
| 2018/19      | Фюксе Берлин | Бундеслига | 34    | 1    | 0      | 1    |
| 2014–по н.в. | Итого        | Бундеслига | 167   | 6    | 0      | 6    |